# 勝呂壽統
勝呂 壽統（すぐろ ひろのり、本名：勝呂 博憲（読み同じ）、1963年9月23日 - ）は、千葉県船橋市出身の元プロ野球選手（内野手）、指導者。本名を登録名にした時期もある。2024年から読売ジャイアンツ女子チームのコーチを務める。

## 経歴
中学1年の時にリトルリーグで全国優勝を経験する。千葉商業高校では2年春の千葉県大会で準優勝する。卒業後、日本通運 (浦和)に進む。日通は都市対抗の常連チームであり、1986年の大会では、山越吉洋（本田技研から補強）と二遊間を組み活躍。同年のドラフト会議にて読売ジャイアンツから5位指名を受け、一時は入団を保留していたが、1987年の都市対抗に出場し、シーズン後に巨人と契約を結んだ。

### 現役時代
1年目は開幕から一軍に定着。5月28日の広島東洋カープ戦は槙原寛己と大野豊の投手戦で、0対0のまま迎えた延長10回にセンターバックスクリーンにプロ初となる決勝ホームランを放つ。この年は89試合に出場し遊撃手のレギュラーを岡崎郁と争った。翌1989年は岡崎の三塁手へのコンバートもあり、遊撃手のレギュラー最有力候補と目され、開幕スタメンを果たすも、打撃面が伸び悩み、守備でも少ない守備機会ながらチームワーストの失策を記録するなどして出番が減っていった。安定感のある川相昌弘が定着すると以降、定位置を奪還することが出来ずに二軍生活が続く。
1991年シーズンオフに熊野輝光との交換トレードで入団時のコーチである土井正三監督のオリックス・ブルーウェーブへ移籍。
1993年序盤から遊撃手に定着。
1995年には自己最多の117試合に出場しリーグ優勝に貢献。
1996年は打撃が不調だったものの、古巣・巨人との日本シリーズで日本一を決めた試合に出場するなど活躍した。
1997年には金銭トレードで近鉄バファローズへ移籍。開幕スタメンを勝ち取り打撃も近年稀にみる好調だったこともありしばらくは先発出場していたが、10歳年下のニ年目の武藤孝司が台頭し以降は守備固めとしての出場がほとんどであった。先発出場は30試合に終わったが、遊撃手としての出場は63試合と存在感を示した。
翌年以降は再び打撃不振に陥り先発出場も激減、1999年限りで現役を引退。

### 引退後
2000年に近鉄の二軍守備走塁コーチに就任。
2003年から2年間ダイエーの一軍内野守備コーチを務めた。
2004年のプレーオフ（対西武ライオンズ戦）においてベースコーチとしての判断が走塁ミスを誘発し敗戦の原因となった。2005年からは二軍内野守備走塁コーチへ転任。2006年シーズン終了後に退団。
2007年、北信越BCリーグ・信濃グランセローズのコーチに就任。しかし「健康上の理由」で1シーズンで退団した。
2008年シーズンは四国・九州アイランドリーグ・香川オリーブガイナーズの野手コーチを務めた。
2009年より巨人二軍内野守備走塁コーチに就任。3年ぶりに日本プロ野球の現場へ、また17年ぶりに古巣へ復帰。2011年からは一軍内野守備走塁コーチを務める。2015年シーズンは一時期、三塁ベースコーチは一軍ヘッドコーチの川相昌弘が務め、ベンチ専従になった。2015年10月22日、来シーズンの契約を結ばず退団することが発表された。
2016年より、四国アイランドリーグplus・高知ファイティングドッグスの野手コーチに就任。アイランドリーグには8年ぶりの復帰となる。
2016年シーズン終了後、2017年よりオリックス・バファローズの二軍内野守備・走塁コーチに就任することが発表された。2019年からは、一軍内野守備・走塁コーチ、同年9月29日に来季の契約を更新しない旨を通告された。
2020年1月14日、高知ファイティングドッグスに4年ぶりに野手コーチとして復帰することが発表された。4シーズン務め、2023年のシーズン終了後に退任が発表された。
2024年から読売ジャイアンツ女子チームのコーチに就任することが発表された。背番号は75。

## 人物
- いぶし銀で比較的地味な選手ではあったが、一度だけ週刊ベースボールの表紙を飾ったことがある（1988年6月20日号）。
- コーチとしてはノックが巧く、また真上にボールを打ち上げるという技を得意としている。これはキャッチャーフライの捕球練習の際に行うもので、ボールをトスした後、バットを真上に向かって振り抜く。ボールをキレイに真上に打ち上げるのは非常に難しい。ダイエーの一軍内野守備・走塁コーチ時代、この技で福岡ドームの天井に打球を当てたことが幾度もある。
- プロ初年度二軍時代の西武ライオンズとの対戦において、打席に入る際に挨拶をしなかったため、新人ながら勝呂が年齢上先輩だと知らなかった西武捕手の大久保博元に生意気だと睨まれる。が、その回終了後の自軍ベンチにて大久保はそのことを知る。15年後勝呂は大久保に謝罪された。[9]

## 詳細情報

### 年度別打撃成績
| 年 度     | 球 団      | 試 合 | 打 席 | 打 数 | 得 点 | 安 打 | 二 塁 打 | 三 塁 打 | 本 塁 打 | 塁 打 | 打 点 | 盗 塁 | 盗 塁 死 | 犠 打 | 犠 飛 | 四 球 | 敬 遠 | 死 球 | 三 振 | 併 殺 打 | 打 率 | 出 塁 率 | 長 打 率 | O P S |
| --------- | ---------- | ----- | ----- | ----- | ----- | ----- | -------- | -------- | -------- | ----- | ----- | ----- | -------- | ----- | ----- | ----- | ----- | ----- | ----- | -------- | ----- | -------- | -------- | ----- |
| 1988      | 巨人       | 89    | 275   | 247   | 37    | 70    | 7        | 3        | 3        | 92    | 11    | 10    | 2        | 11    | 2     | 15    | 0     | 0     | 51    | 3        | .283  | .322     | .372     | .694  |
| 1989      | 巨人       | 70    | 100   | 81    | 14    | 15    | 2        | 0        | 1        | 20    | 4     | 4     | 1        | 10    | 1     | 8     | 1     | 0     | 32    | 0        | .185  | .256     | .247     | .503  |
| 1990      | 巨人       | 20    | 25    | 22    | 2     | 3     | 0        | 0        | 0        | 3     | 1     | 0     | 0        | 0     | 1     | 2     | 0     | 0     | 9     | 0        | .136  | .200     | .136     | .336  |
| 1991      | 巨人       | 3     | 3     | 3     | 0     | 0     | 0        | 0        | 0        | 0     | 0     | 0     | 0        | 0     | 0     | 0     | 0     | 0     | 2     | 0        | .000  | .000     | .000     | .000  |
| 1992      | オリックス | 22    | 43    | 40    | 3     | 11    | 1        | 0        | 0        | 12    | 4     | 3     | 0        | 0     | 0     | 3     | 0     | 0     | 3     | 0        | .275  | .326     | .300     | .626  |
| 1993      | オリックス | 96    | 335   | 299   | 34    | 76    | 12       | 1        | 3        | 99    | 29    | 10    | 1        | 15    | 3     | 16    | 0     | 2     | 53    | 4        | .254  | .294     | .331     | .625  |
| 1994      | オリックス | 79    | 257   | 213   | 34    | 54    | 8        | 0        | 3        | 71    | 22    | 2     | 2        | 25    | 1     | 18    | 0     | 0     | 38    | 3        | .254  | .310     | .333     | .643  |
| 1995      | オリックス | 117   | 313   | 267   | 28    | 60    | 13       | 0        | 1        | 76    | 21    | 2     | 0        | 27    | 1     | 18    | 2     | 0     | 66    | 4        | .225  | .273     | .285     | .558  |
| 1996      | オリックス | 62    | 81    | 67    | 7     | 13    | 3        | 0        | 1        | 19    | 7     | 1     | 0        | 6     | 0     | 8     | 1     | 0     | 18    | 0        | .194  | .280     | .284     | .564  |
| 1997      | 近鉄       | 72    | 151   | 138   | 19    | 38    | 11       | 2        | 0        | 53    | 8     | 1     | 2        | 2     | 0     | 11    | 0     | 0     | 22    | 5        | .275  | .329     | .284     | .613  |
| 1998      | 近鉄       | 40    | 46    | 40    | 2     | 5     | 1        | 0        | 0        | 6     | 0     | 1     | 0        | 0     | 0     | 6     | 0     | 0     | 6     | 0        | .125  | .239     | .150     | .389  |
| 1999      | 近鉄       | 21    | 14    | 13    | 2     | 1     | 1        | 0        | 0        | 2     | 0     | 0     | 0        | 0     | 0     | 1     | 0     | 0     | 6     | 0        | .077  | .143     | .154     | .297  |
| NPB：12年 | NPB：12年  | 691   | 1643  | 1430  | 182   | 346   | 59       | 6        | 12       | 453   | 107   | 34    | 8        | 96    | 9     | 106   | 4     | 2     | 306   | 19       | .242  | .293     | .317     | .610  |

### 記録
- 初出場：1988年4月23日、対横浜大洋ホエールズ1回戦（東京ドーム）、7回裏に斎藤雅樹の代打で出場
- 初打席・初安打：同上、7回裏に相川英明から
- 初先発出場：1988年4月30日、対広島東洋カープ5回戦（広島市民球場）、2番・遊撃手として先発出場
- 初打点：1988年5月14日、対中日ドラゴンズ7回戦（ナゴヤ球場）、5回表に岡崎郁の代打で出場、米村明から決勝適時打
- 初本塁打：1988年5月28日、対広島東洋カープ10回戦（広島市民球場）、10回表に大野豊から中越決勝ソロ

### 背番号
- 38 （1988年 - 1991年）
- 25 （1992年 - 1994年）
- 5 （1995年 - 1996年）
- 0 （1997年 - 1999年）

コーチ
- 83 （2000年 - 2002年、2017年 - 2019年）
- 82 （2003年 - 2004年）
- 72 （2005年 - 2006年、2008年）
- 62 （2007年）
- 75 （2009年 - 2015年、2024年 - ）
- 76 （2016年）
- 80 （2020年 - 2023年）

### 登録名
- 勝呂 博憲 （すぐろ ひろのり、1988年 - 1992年）
- 勝呂 壽統 （すぐろ ひろのり、1993年 - 1999年）